# ヴィクベルト・ベンツ
ヴィクベルト・ベンツ（Wigbert Benz、1954年 -　) は、ドイツの元教師で歴史学者。

## 経歴
看護師や老人看護助手として数年間働いた後、1982年にカールスルーエのビスマルク・ギムナジウムで大学入学のための一般資格を取得し、カールスルーエ教育大学で政治、歴史、教育学を学んだ。
試験論文「第三帝国のロシア作戦：原因、目標、効果 - 歴史の教訓を考慮に入れて大虐殺に対処するために」は、ハーグ アンド ヘルヘン社から1986年と1988年（第2版）に出版された。
1987年から2010年まで、バーデン＝ヴュルテンベルク州の学校で、歴史の教師を務め、1990年から1997年まではルートヴィヒスブルク教育大学で学生の指導にあたった。
中等教育レベル I の歴史教科書を分析し、ウェスターマン・シュルブッフ出版社発行の雑誌「Praxis Geschichte（実践・歴史）」の監修者を務めている。
現代史に関する著書やエッセイを数多く発表しており、なかでも第二次世界大戦をテーマにした授業については、その内容が高く評価されている。
2001年以降のドイツ国防軍展の際には、ハーゲン歴史博物館に事前に設置されたディスカッションフォーラムを備えた文献データベースを担当し、特に第二次世界大戦に関する文献を提供し、国民の理解が深まるように尽力した。
2000年に、ナチス犯罪追求センター（旧ルートヴィヒスブルク中央事務局）の資料が使用できるようになると、ベンツはパウル・カレルの研究を始めた。また、南ドイツ新聞、H-Soz-u-Kult、Archivs für Sozialgeschichteの評論欄にも寄稿している。

## 著書

### 単著
- 『第三帝国のロシア作戦：原因、目標、効果 - 歴史の教訓を考慮に入れて大虐殺に対処するために』 ハーグ アンド ヘルヘン、1986年、1988年（第2版改訂版）、 ISBN 3-89228-199-8
- 『ポール・カレル、 リッベントロップの1945年前後の広報責任者ポール・カール・シュミット』  wvb、2005年、ISBN 3-86573-068-X
- 『1941年のバルバロッサ作戦における飢餓計画』 wvb、2011年、 ISBN 978-3-86573-613-0
- 『ハンス・ヨアヒム・リッケ、ナチスの国務長官、飢餓計画者から 1945 年以降の「世界の稼ぎ手」へ』 wvb、 2014年、ISBN 978-3865737939

### 執筆
- 『歴史書における「バルバロッサ作戦」の受容について：事実と傾向』（「国際教科書研究」、ジャーナル・オブ・ザ・ゲオルグ・エッカート国際教科書研究所、1988年 No.10（第4号）、379-391頁
- 『予防的ジェノサイド？ソ連に対するドイツの絶滅戦争の性格についての論争について』 （ドイツおよび国際政治誌、1988年 No.33、H.10、1215-1227頁
- 『1941年のドイツ予防戦争の嘘』（Learning History、1996年 52、Legenden – Mythen – Lügen、54～59頁
- 『バルバロッサ作戦に対するバチカンの態度』 Hans Schafranek・Robert Steibel 共編、 「1941年6月22日ソビエト連邦への攻撃」所収、Picus Verlag、1991年、ISBN 3-85452-224-X 、87～98頁
- 『ドイツ連邦共和国の歴史教育における、1941年6月22日とその前史』  Gerd R. Ueberschär / Lev A. Bezymenskij 共編「1941 年のドイツによるソビエト連邦への攻撃。予防戦争論をめぐる論争」（Scientific Book Society）所収、Primus Verlag Darmstadt 、1998年、ISBN 3-89678-084-0、70～74頁
- 『ドイツの教科書や授業に登場した「スターリングラード」』 Wolfram Wette/ Gerd R. Ueberschär 共編「スターリングラード、戦いの神話と現実」フィッシャー、1992年、2012年（第5版）、 ISBN 978-3-596-19511-4
- 『著者の継続性。通称ポール・カレル（Paul Carell）、別名ポール・カール・シュミット（Paul Karl Schmidt）』 ハンス・ハインリッヒ・ノルテ編「独裁政権との紛争、ロシアとドイツの経験」 2005年、 ISBN 3-7881-1729-X 、135～143頁
- 『計算とイデオロギー 1941年「バルバロッサ部隊」における飢餓計画』 クラウス・クレンブ 編、「世界秩序の概念。 20世紀の希望と失望世紀」、Wochenschau-Verlag、2010年、 ISBN 978-3-89974-543-6、18 ～37頁